# Propsephus beniensis
Propsephus beniensis – gatunek chrząszcza z rodziny sprężykowatych.
Owad osiąga długość 21 mm.
Jest to czerwonobrązowy chrząszcz o ciemniejszym od reszty ciała przedtułowiu. Ciało pokrywa umiarkowanie gęste i długie owłosienie koloru żółtawego.
Cechuje się on łódkowatym, wklęsłym na przedzie czołem, którego długość przekracza szerokość. Jego przedni brzeg określa się jako zaokrąglony i wydatny. Ząbkowane czułki składają się z 11 segmentów. Podstawa nie dorównuje wielkością oku. 2. segment ma kształt okrągły, 3. zaś, o trójkątnym kształcie, jest krótki, krótszy od następnego. Ostatni zwęża się u czubka. Labrum o długich setach przyjmuje kształt cienkiej taśmy. Żuwaczki są potężnie zbudowane. Krótkie pośrodkowe sety tworzą penicillius. Silnie wypukłe przedplecze o łódkowatych brzegach bocznych ma szerokość większą niż długość, w przedniej części zwęża się. Wypukłe skrzydła przednie zwężają się w dystalnej ⅓.
Na goleniach widnieją długie ostrogi. Scutellum o zakrąglonym tylnym brzegu jest wydłużone i zwężone u końca, choć nieznacznie.
Badany materiał pochodził z Angoli.